# Сидоров, Николай Борисович
Николай Борисович Сидоров (1925 — 2011) — советский старший сержант, помощник командира взвода 23-го стрелкового полка, 51-й стрелковой дивизии, 43-й армии, 1-го Прибалтийского фронта. Полный кавалер Ордена Славы.

## Биография
Родился 26 февраля 1925 года в городе Курске в рабочей семье. В 1940 году окончил семь классов и поступил в Курское ремесленное училище по специальности монтера радиосвязи, но из-за войны и оккупации города Курска учёбу пришлось прервать.
С 1943 года призван в ряды РККА и после прохождения военной подготовки в запасном полку направлен в действующую армию — командир отделения и помощник командира взвода 23-го стрелкового полка, 51-й стрелковой дивизии, 43-й армии воевал на 1-го Прибалтийском фронте.
29 апреля 1944 года командир отделения, старший сержант Н. Б. Сидоров при прорыве обороны противника у деревни Заполье  в числе первых ворвался с подчинёнными в траншею врага, из автомата сразил несколько гитлеровцев, одного пленил. Был ранен, но продолжал выполнять боевую задачу. За это 4 августа 1944 года Указом Президиума Верховного Совета СССР  Н. Б. Сидоров  был награждён  Орденом Славы 3-й степени.
29 июня 1944 года  старший сержант Н. Б. Сидоров в бою за деревню Борисовка  во время схватки в траншее захватил пулемёт противника и огнём из него ликвидировал две огневые точки и шесть гитлеровцев. 23 августа 1944 года Указом Президиума Верховного Совета СССР Н. Б. Сидоров был награждён Орденом Славы 3-й степени. 12 мая 1986 года Указом Президиума Верховного Совета СССР Н. Б. Сидоров был перенаграждён Орденом Славы 2-й степени.
8 августа 1944 года помощник командира взвода,  старший сержант Н. Б. Сидоров  в бою за деревню Жвейдтиле под артиллерийско-миномётным огнём противника поднял стрелков в атаку, потом заменил выбывшего из строя командиpa взвода и продолжал выполнять боевую задачу. Взвод с ходу форсировал реку Мемеле и, преследуя отступающего противника, уничтожил много гитлеровцев, несколько захватил в плен. 4 августа 1944 года Указом Президиума Верховного Совета СССР Н. Б. Сидоров был награждён Орденом Славы 3-й степени. 12 мая 1986 года Указом Президиума Верховного Совета СССР Н. Б. Сидоров был перенаграждён Орденом Славы 1-й степени.
В 1945 году старшина  Н. Б. Сидоров был демобилизован из рядов Советской армии. Работал экспедитором Курской универсальной базы. Умер 29 июня 2011 года в городе Курск.

## Награды
- Орден Славы I степени (1986)
- Орден Славы II степени (1986)
- Орден Славы III степени (1944)
- Орден Красной Звезды (1944, 1945)
- Орден Отечественной войны I степени (1985)
- Медаль «За отвагу» (1944)
- Медаль «За взятие Берлина»
- Медаль «За победу над Германией в Великой Отечественной войне 1941—1945 гг.»